# Cappella palatina (Reggia di Caserta)
La cappella palatina è la cappella della reggia di Caserta.

## Storia
La cappella della reggia di Caserta venne realizzata a partire dal 1756 (tre anni dopo l'inizio della costruzione del palazzo) dall'architetto napoletano Luigi Vanvitelli su commissione di Carlo di Borbone, da poco re di Napoli, il quale dichiarò a tal proposito:
L'architetto, nello stile e nella progettazione del luogo di culto per il nuovo re di Napoli, si ispirò alla cappella della reggia di Versailles, pur apportandovi delle sostanziali modifiche:
A differenza quindi di quanto previsto nel progetto da Carlo III di Borbone, infatti, il Vanvitelli realizzò un monumento ispirato all'esempio francese, ma non da esso dipendente, in quanto nell'esemplare di Caserta inserì elementi nuovi e più italiani, in particolare il rimando alla linearità ed al neoclassicismo.
La cappella, terminata dopo la morte di Luigi Vanvitelli nel 1773 dal figlio Carlo, venne inaugurata nel Natale del 1784 nel corso della messa di mezzanotte celebrata in presenza del re Ferdinando IV.
La cappella subì pesanti danni nel corso dei bombardamenti alleati del 1943 e rimase successivamente chiusa per diversi anni per permetterne un delicato restauro.
La cappella, specie nel periodo natalizio, diventa location per concerti di musica lirica e classica in genere. Spesso vi si tiene il gran concerto di Capodanno, quando lo stesso non è organizzato nel teatro di Corte.

## Descrizione

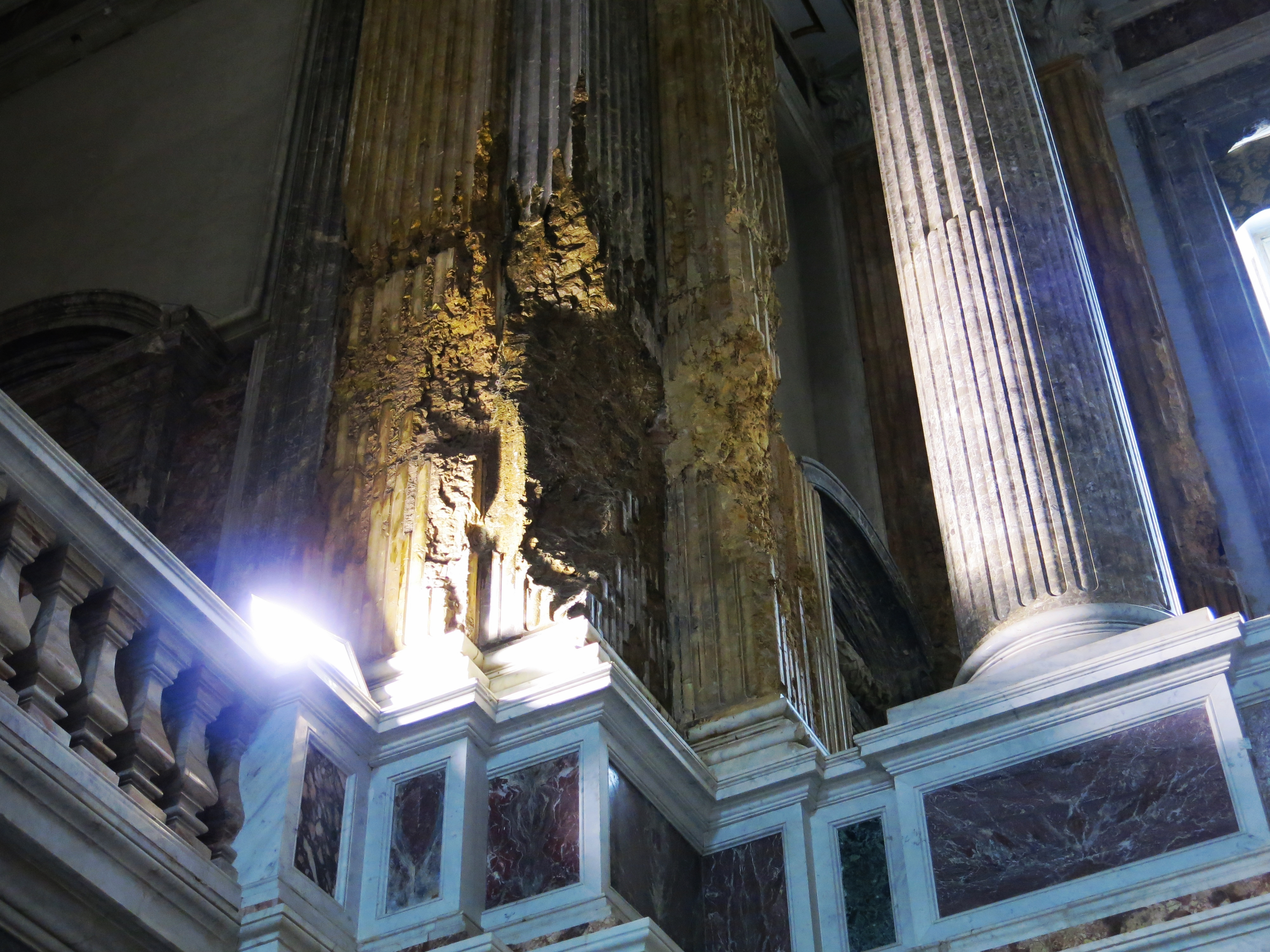
Parte di una lesena rovinata dai bombardamenti del 1943

La cappella palatina si trova all'interno della reggia di Caserta, anche se per accedervi non è necessario entrare negli appartamenti reali.
La caratteristica della cappella palatina di Caserta, come del resto per quella di Versailles, è la pianta ad aula unica, contraddistinta da aperture laterali che consentono l'accesso al complesso e nel contempo danno luce all'interno della chiesa con un complesso sistema di aperture e colonne progettato dallo stesso Vanvitelli che contava di apporvi poi le statue dei santi protettori del Regno di Napoli, mai realizzate. Il soffitto e caratterizzato da una volta a botte cassettonata, fiancheggiata da due passaggi laterali in forme di matroneo che conducono alla sacrestia, dove oggi è stato allestito il Museo degli Arredi Sacri. L'uso del marmo è largamente presente sia nelle pareti, sia nella pavimentazione ad intarsio, con predilezione per il marmo di Mondragone. I dipinti interni vennero realizzati dall'ottantenne Sebastiano Conca.
La tribuna reale è decorata da semicolonne e ad essa si accede tramite una scala a chiocciola. Nell'abside è posta una grande pittura di Giuseppe Bonito raffigurante l'Immacolata Concezione. Questa è l'unica tela superstite tra quelle originariamente commissionate per la chiesa, tutte perdute in seguito ai bombardamenti anglo-americani del 27 settembre 1943 che colpirono la città di Caserta.
L'altare maggiore attualmente presente nella cappella palatina è un modello di quello che avrebbe dovuto essere l'altare definitivo del complesso. L'opera, che doveva essere nel progetto interamente di marmo intarsiato, venne affidata a Filippo Rega, del Laboratorio delle Pietre Dure di Napoli, e doveva essere tempestato originariamente di bronzi dorati, pietre preziose (amesitste, lapislazzuli, corniole, agate e diaspri) e in particolare la presenza di un grosso topazio al centro. Il progetto si dimostrò ad ogni modo molto lungo nella sua realizzazione e alla fine Ferdinando IV, spazientito, chiese di poter collocare un altro altare provvisorio affinché si potesse celebrare la messa nella cappella, il quale poi rimase al suo posto sino ai giorni nostri. L'altare provvisorio venne predisposto dall'artista Enrico Maldarelli. I lavori per la messa in opera dell'altare, ad ogni modo, proseguirono anche se ad esempio il tabernacolo rimase incompleto a causa dello scoppio della Rivoluzione napoletana del 1799.